# Лозуватка (Синельниківський район)
Лозува́тка — село в Україні, у Синельниківському району Дніпропетровської області. Входить до складу Іларіонівської селищної громади.Населення за переписом 2001 року становить 62 особи. Орган місцевого самоврядування — Іларіонівська селищна рада.
19 липня 2020 року, в результаті адміністративно-територіальної реформи та ліквідації   Синельниківського (1923—2020) району, село увійшло до складу новоутвореного Синельниківського району.

## Географія

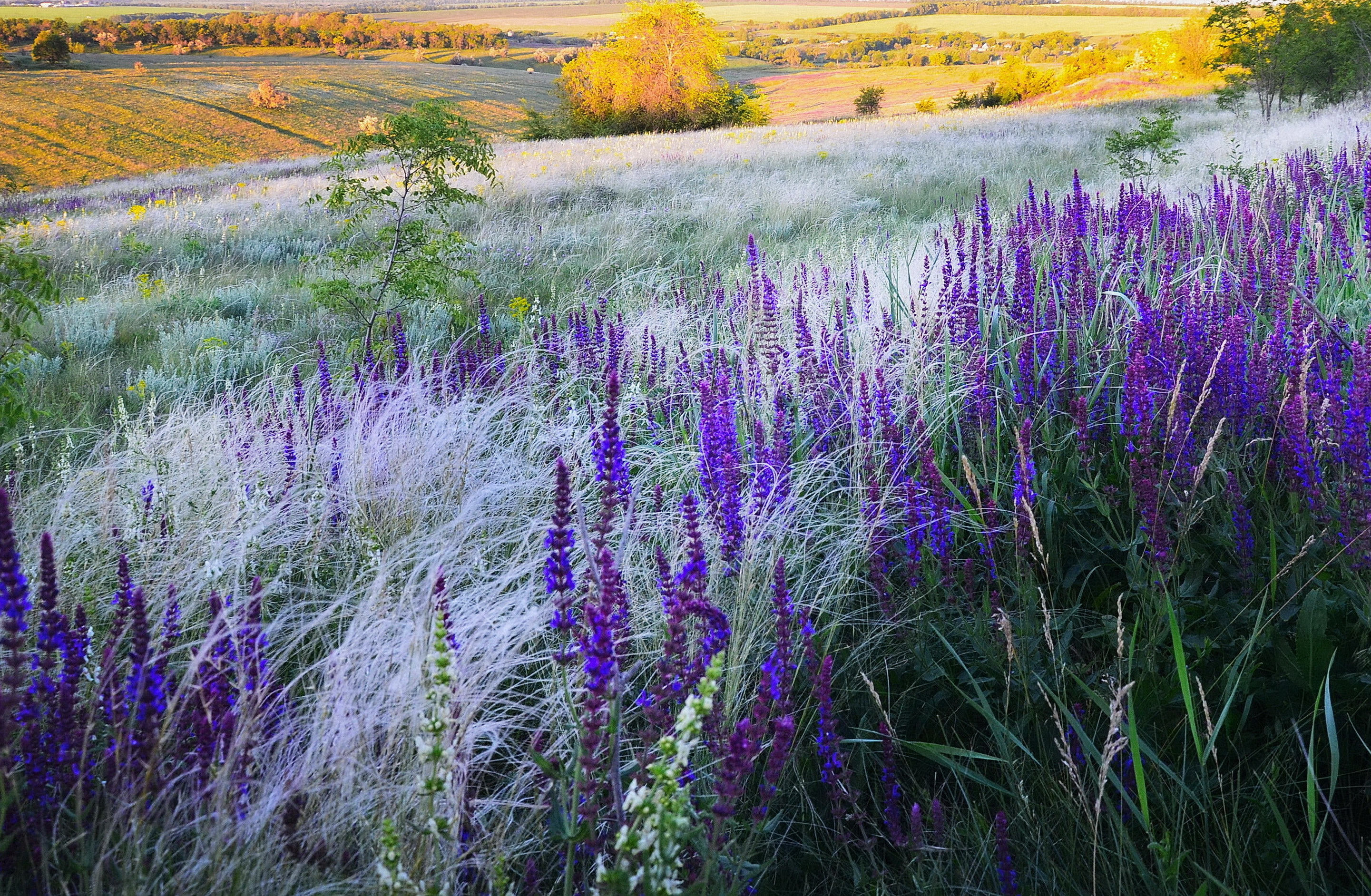
На горизонті степу Лозуватка

Село Лозуватка примикає до села Ягідне (Новомосковський район), на відстані 1 км розташоване село Старолозуватка і за 1,5 км — село Знаменівське. По селу протікає пересихає струмок. Поруч проходить автомобільна дорога М18 (E105).  

## Населення

### Мова
Розподіл населення за рідною мовою за даними перепису 2001 року:

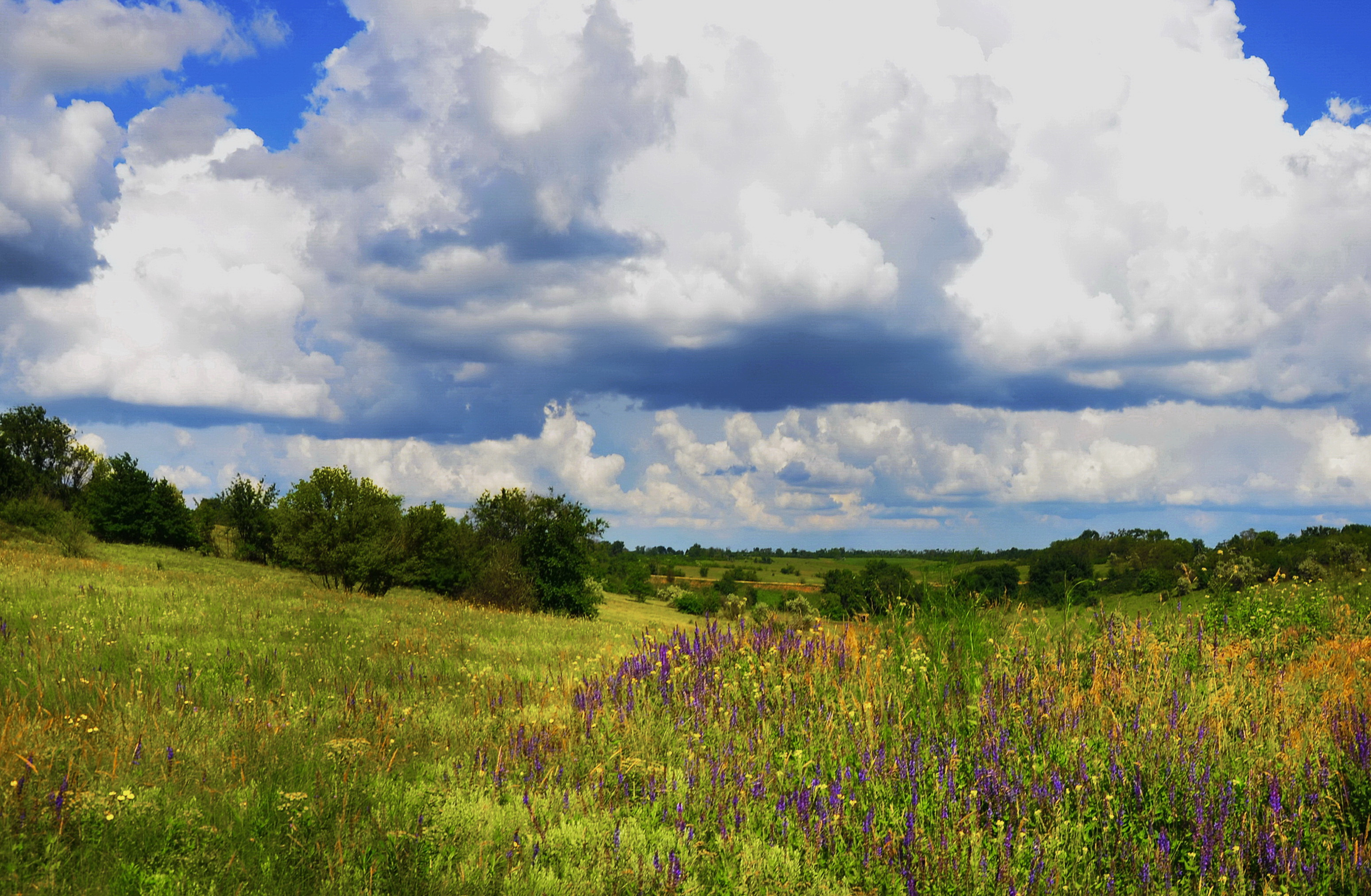
На околицях села Лозуватка

| Мова       | Кількість | Відсоток |
| ---------- | --------- | -------- |
| українська | 53        | 85.48%   |
| російська  | 6         | 9.68%    |
| вірменська | 3         | 4.84%    |
| Усього     | 62        | 100%     |

## Інтернет-посилання
- Погода в селі Лозуватка [Архівовано 21 грудня 2011 у Wayback Machine.]